# 艾爾戴揚自治市

2014以前的戴揚

（阿拉伯语：‎ ），是卡達的八個自治市之一，位於卡達中部。面積1,638.2平方公里，人口24,772人。